# Ralph Harris
Ralph Harris (10 de dezembro de 1924 - 19 de outubro de 2006) foi um economista britânico. Ele foi chefe do Institute of Economic Affairs de 1957 a 1988.